# Carsten Raft (film)
|  | Denne artikel er oprettet af botten PalnaBot ud fra en ekstern database. Den kan derfor have sproglige fejl eller mangler. Denne skabelon kan fjernes efter kontrol af indholdet. |

Carsten Raft er en film med ukendt instruktør.

## Handling
Ungkonservatismens skaber, Carsten Raft (28.4.1895-30.11.1965), journalist og MF 1935-1964 for Det Konservative Folkeparti, leder af Konservative Studerende i Hovedstaden ca. 1920-1926 og den første formand (1.9.1920-25.9.1925) for Gentofte Konservative Ungdom, stiftet 1. september 1920, hyldes på sin 40 års fødselsdag d. 28. april 1935. KU-lejr. Pinselejr. Mandelejr. Landsstævne i Odense. Konservatismens Rigsstævne i Søndermarken. Møde på Blågårds Plads d. 29. september 1935, tumult og slagsmål. Aksel Møller taler. KU'ere i valgkamp. Slaget på Amager, slagsmål, overfald på cyklende kurere. Helsingør stævnet. Nordisk Ungkonservativt stævne. Landstævne i Randers. Landslejr ved Kalø. Første pigelejr på Tjele, lejrchef fru Ole Bjørn Kraft. Parade for godsejer Jacob Estrup, Carsten Raft taler. Kæmpemøde på Christianshavns Vold. Valdemarstævne på Frederiksberg Runddel 1936.

## Eksterne Henvisninger
- Carsten Raft på Filmdatabasen